# 托氏鬚鰍
托氏鬚鰍（學名：Barbatula tomiana）為輻鰭魚綱鯉形目條鰍科鬚鰍屬的其中一種。分布於俄羅斯淡水流域，體長可達13.4公分，棲息在礫石底質的底層水域，生活習性不明。

## 扩展阅读
維基物種上的相關：托氏鬚鰍